# William Oughtred
William Oughtred (født 5. marts 1574 i Buckinghamshire, død 30. juni 1660) var en engelsk teolog og matematiker.
Hans hovedværk Arithmeticæ in numeris et speciebus institutio (London 1631, fremkommet gentagne gange i nye udgaver under titlen Clavis mathematica) indeholder flere ney algebraiske og geometriske teoremer. Den såkaldte "Oughtreds regel" omhandler multiplikation af tilnærmede tal. Skal man for eksempel multiplicere 0,0014183 med 51678, plejer man at multiplicere hele multiplikanden med første ciffer i multiplikator, multiplikanden med bortkastelse af sidste ciffer med andet ciffer i multiplikator osv. Ved addition af disse partielle produkter fås det søgte produkt, idet dog de to sidste cifre er upålidelige. Ved nedenstående af Oughtred foreslåede opstilling kommer hvert ciffer i multiplikator til at stå under det sidste ciffer i multiplikanden, som det skal multipliceres med.
0,0014183
87615 (multiplikators cifre i omvendt orden).
70915
1418
846
98
8
0,073285
Produktet kan sættes = 0,0733.